# نیکولاوس برونس
نیکولاوس برونس (آلمانی: Nicolaus Bruhns؛ زاده ۱۶۶۵ درگذشته ۲۹ مارس ۱۶۹۷) یک آهنگساز اهل آلمان بود.